# Brykieciarka

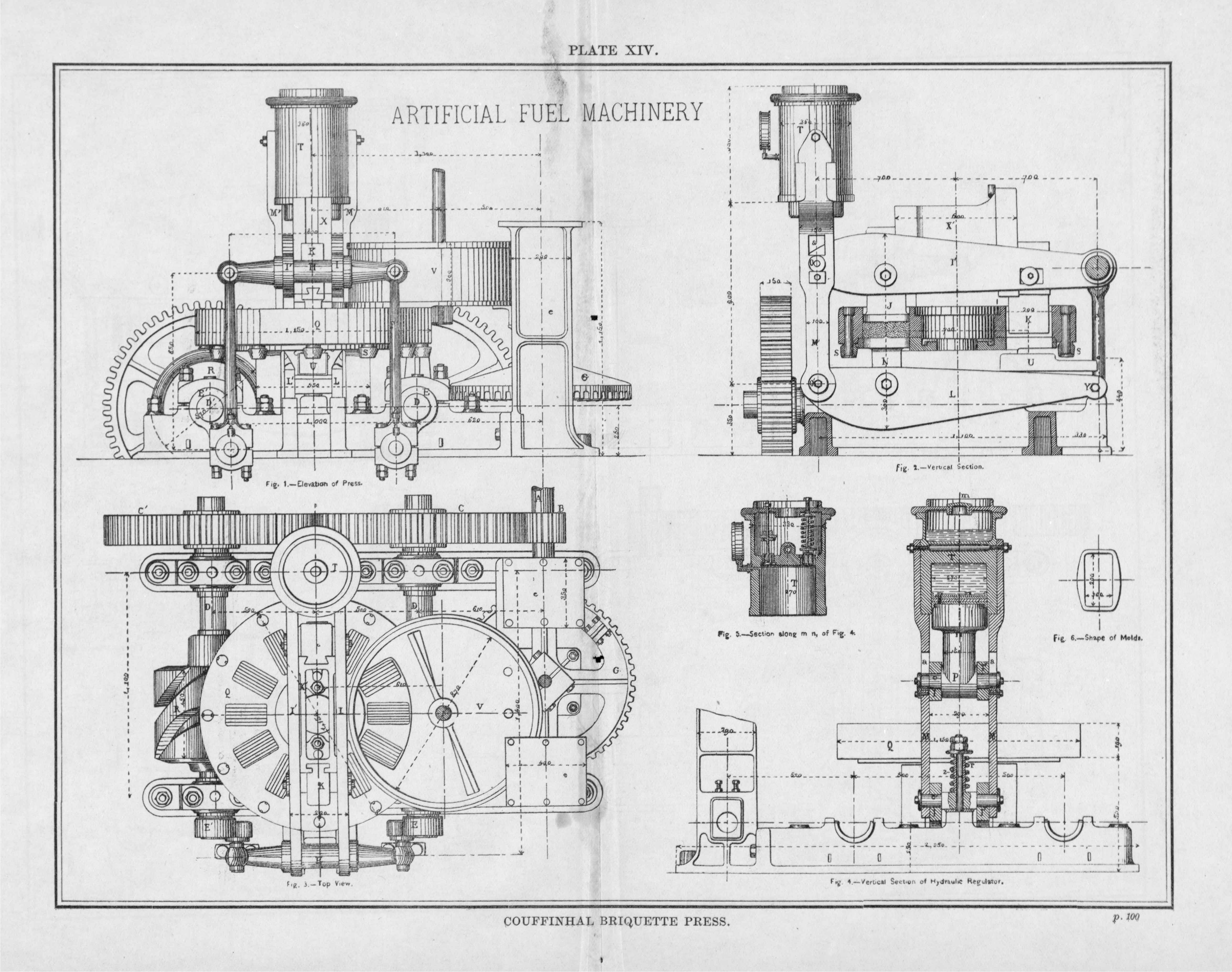
Brykieciarka parowa z przełomu XIX i XX w.

Brykieciarka (prasa brykietowa) – maszyna technologiczna, służąca do produkcji brykietów (tzw. brykietowania).

## Klasyfikacja
Ze względu na konstrukcję i sposób działania, brykieciarki można podzielić na:
- hydrauliczne – materiał prasowany jest za pomocą siłowników hydraulicznych[2]
- tłokowe (udarowe) – brykiety są tworzone w wyniku pulsacyjnego działania tłoczyska na surowiec[3]
- ślimakowe – materiał jest prasowany poprzez "pchanie" zagęszczającymi się zwojami podajnika śrubowego[4]
- walcowe – brykiety są formowane w trakcie przejścia materiału pomiędzy dwoma walcami (z których przynajmniej jeden jest kształtowy)[5]
- rotacyjne – brykiety są tworzone poprzez przeciskanie materiału przez matrycę[6]